# The Fable of the Husband Who Showed Up and Did His Duty
The Fable of the Husband Who Showed Up and Did His Duty è un cortometraggio muto del 1914 diretto da George Ade che ne firma anche la sceneggiatura.

## Produzione
Il film fu prodotto dalla Essanay Film Manufacturing Company.

## Distribuzione
Distribuito dalla General Film Company, il film - un cortometraggio in una bobina - uscì nelle sale cinematografiche USA il 23 dicembre 1914.